# Handleiding ter bestrijding van extreem rechts
Handleiding ter bestrijding van extreem rechts is een boek geschreven door Chris van der Heijden en Leon de Winter, met medewerking van Joop de Beer, uitgegeven door De Bezige Bij in 1994.
Op het voorwoord volgen tien hoofdstukken geschreven in dialoogvorm waarin de auteurs pogen een hypothetische rechts-extremist te informeren en overtuigen.
Elk hoofdstuk wordt afgesloten met het kopje "enkele feiten" waarin statistische informatie wordt gegeven, veelal op basis van gegevens van het Centraal Bureau voor de Statistiek.
Op zaterdag 21 mei 1994 verscheen er een recensie van Coen van Zwol in het boeken-katern van het NRC Handelsblad waarin kritiek geleverd werd op de handleiding ter bestrijding van extreem rechts en betoogd werd dat het van al te veel optimisme getuigt om te denken dat rechts-extremisten zich laten overtuigen als zij geconfronteerd worden met de feiten.